# Tayt Ianni
Tayt Ianni (ur. 6 grudnia 1971 w Lodi) – amerykański piłkarz występujący na pozycji obrońcy.
W barwach San Jose Clash rozegrał 10 spotkań i zdobył jedną bramkę w Major League Soccer, a zadebiutował w tej lidze 17 lipca 1996 w wygranym 2:1 meczu z Colorado Rapids.
W reprezentacji Stanów Zjednoczonych wystąpił jeden raz, 16 października 1996 w przegranym 1:4 towarzyskim meczu z Peru.